# Ірпінська центральна міська бібліотека
Ірпі́нська центра́льна міська бібліотека – публічна бібліотека міста Ірпеня, Київської області, багатофункціональний інформаційний, просвітницький та культурно-масовий центр. Розташована у центрі міста, по вулиці Шевченка, 3а. У цьому ж приміщенні розташована і міська бібліотека для дітей

## Книжковий фонд
Бібліотека має універсальний книжковий фонд, це:
- Довідкові видання;
- Офіційна та ділова інформація;
- Література з суспільних галузей знань: природознавча, технічна, медична, історична, економічна, політична та ін.;
- Навчальна література для вищих навчальних закладів;
- Світова та вітчизняна класична література;
- Сучасна художня література.

На 01.01.2018 року книжковий фонд центральної міської бібліотеки нараховує 62 тисячі примірників, передплачує україномовні періодичні видання: 17 газет та 31 журнал. Книжковий фонд міської бібліотеки для дітей - 27 тис. примірників, передплачує 7 газет та 31 журнал. Читачами бібліотеки є 6 тисяч жителів міста, в тому числі 2 тисячі дітей.
При центральній міській бібліотеці створений і працює інформаційно-краєзнавчий центр, у якому можна ознайомитись з історією та сучасністю Приірпіння. В літературно-мистецькій вітальні бібліотеки проходять різноманітні масові заходи: зустрічі з письменниками, презентації нових книг, літературно-музичні вечори, інтелектуально-просвітницькі мультимедійні заходи. Бібліотека координує свою діяльність з владними органами міста, закладами освіти, громадськими організаціями, міськими творчими об'єднаннями та колективами, закладами відділу культури національностей і релігій Ірпінської міської ради.

## Структурні підрозділи бібліотеки
- відділ обслуговування читачів
- методично-бібліографічний відділ
- відділ організації і використання єдиного книжкового фонду
- інтернет-центр з безкоштовним WI-FI

## Творчі об'єнання, які працюють при бібліотеці
- літературна студія "Дебют"
- творче об'єднання майстрів декоративно-ужиткового мистецтва "Гармонія"
- клуб "Друга молодість" (мистецька студія рукоділля "Живопис голкою")
- розмовний клуб української мови
- розмовний клуб польської мови "Re-Re Kum-Kum"
- любительське об'єднання "Колобок" для дітей
- "Творча майстерня" для дітей

## Історія Ірпінської центральної міської бібліотеки
Історія бібліотеки налічує понад 70 років - заснована в 1945 році, як Києво-Святошинська районна бібліотека, із штатом 2 бібліотечних працівники. Була розміщена при будинку культури міста Ірпеня, по вулиці 4-та лінія, в двох кімнатах площею 25 кв.м. з пічним опаленням та гасовим освітленням. Основу бібліотеки становив книжковий фонд у кількості 3 тисячі книг, які були зібрані і подаровані жителями Ірпеня, передплачувала 39 назв газет і журналів, обслуговувала за рік біля 800 читачів, в тому числі 240 дітей. Першими бібліотечними працівниками були Толпигіна К.С., Коваль Н., Біба Н.Ф., Мачуговська К.В.

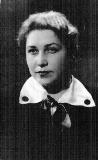
Синиціна Н.О. 60-ті роки ХХ ст.

У 1952 р. на посаду завідувачки бібліотеки було призначено Синиціну Наталію Олександрівну (1923-2014), яка понад 45 років віддала становленню і розвитку бібліотечної справи в місті, за що була удостоєна у 1999 році звання «Почесний громадянин міста». 
Основними напрямками роботи бібліотеки в 50-60-ті роки 20 століття, так звані роки «будівництва комунізму» та «формування світогляду радянської людини» були: першочергове комплектування фондів суспільно-політичною літературою, зокрема, творами класиків марксизму-ленінізму, їх пропаганда, зв’язок з школами партосвіти, проведення різноманітних лекцій.

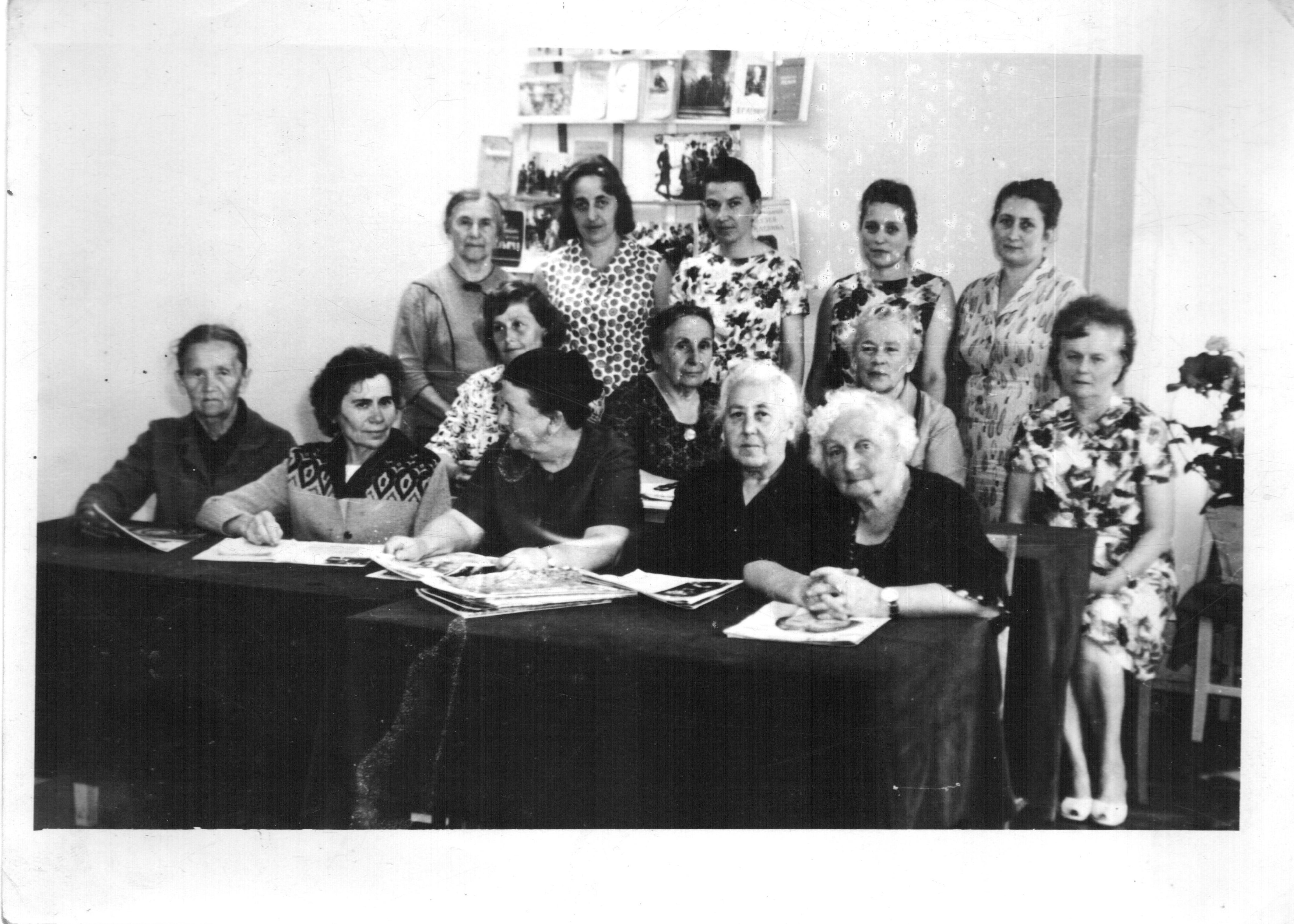
Колектив Ірпінської міської бібліотеки та бібліотечний актив. 60-ті роки ХХ ст.

У 1955 році була відкрита бібліотека для дітей по вулиці Садовій. 

У 1961 році, центральна бібліотека отримала нове приміщення площею 150кв.м., в центрі міста по вулиці Леніна (нині Шевченка). Довгий час в бібліотеці працювали Синиціна Н.О., Гречулевич С.М., Микитянська М.Д., Толпигіна К.С., Комаренко Г.Ф. 
Частими гостями бібліотеки були відомі українські письменники, які відпочивали в Будинку творчості письменників в Ірпені і радо зустрічалися з читачами. У книжковому фонді бібліотеки є книги з їх дарчими надписами. Велику роль у роботі бібліотеки займала краєзнавча діяльність по вивченню історії Приірпіння. Був згуртований колектив краєзнавців і створена міська краєзнавча комісія під керівництвом Синиціної Н.О. Зусиллями краєзнавців було підготовлено і випущено 14 томів літописів і краєзнавчих бюлетенів.
23 березня 1965 року за рішенням облвиконкому (№ 188) бібліотека перестає бути Києво-Святошинською районною і перейменовується у Ірпінську міську бібліотеку для дорослих, штат бібліотеки становив 6 чоловік. На 1.01.1966 р. книжковий фонд налічував вже 21 200 примірників книг.
У січні 1977 року була проведена централізація мережі 7 масових бібліотек Міністерства культури в місті Ірпені та селищах Буча, Ворзель, Гостомель, Коцюбинське. Ірпінська бібліотека стає центральною міською бібліотекою, її штат збільшився до 16 чоловік. Відділи центральної міської бібліотеки у відповідності до своїх функцій організовували і спрямовували діяльність системи в цілому, здійснювали централізоване комплектування, облік і обробку літератури, вели центральний довідково-бібліографічний апарат, оперативно забезпечували всіх читачів міста літературою та інформацією, організовували комплексну популяризацію книги, координували роботу з філіями централізованої бібліотечної системи. Центральна бібліотека стала значним осередком культури у місті.

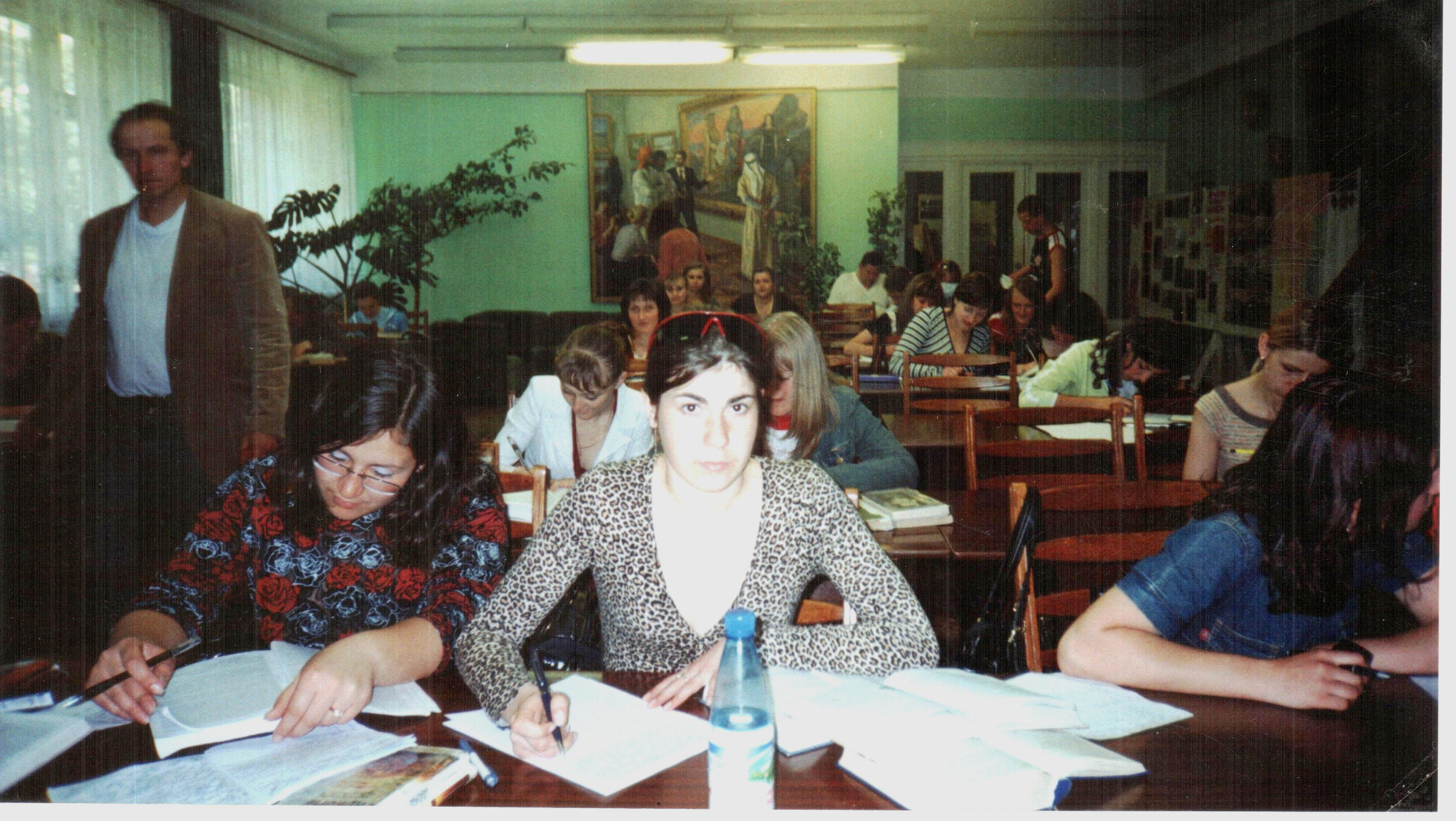
Відвідувачі у приміщенні Ірпінської центральної міської бібліотеки. Читальна зала.80-ті роки XX ст.

В 1983 році бібліотека отримала нове приміщення, загальною площею 1200 м2, в центрі міста по вулиці Леніна (нині Шевченка), збудоване за типовим проектом. У це ж приміщення була переведена і міська бібліотека для дітей. Було створено комфортні умови для читачів: запрацював читальний зал на 40 місць. Більше 100 учнів та студентів щоденно займалися в залі, готуючись до занять. На абонементі був організований широкий відкритий доступ до книжкового фонду, де були представлені кращі зразки художньої і науково-популярної літератури. У цьому ж році, директором ЦБС призначена Циганенко Олена Єгорівна.
У роки "перебудови", з 1985 року у діяльності  бібліотеки відбулися суттєві зміни. Важливим кроком на цьому шляху стало переосмислення  її соціальної ролі, розширення функцій, оновлення принципів і змісту діяльності.
У 1989 році при центральній бібліотеці була організована міська літературна студія «Дебют». В літературно-музичній вітальні постійно проводились літературні вечори, зустрічі з письменниками, організовувались виставки майстрів декоративно-прикладного мистецтва. 
У 1990 році була створена краєзнавча кімната, де був зібраний великий матеріал з історії та сучасності Ірпеня, зокрема, літературно-мистецькі надбання краю. 
З 1992 року почали надаватися послуги з ксерокопіювання документів.
У 2009 році створений інтернет-центр, який надавав сервіс інформаційних послуг та консультації спеціалістів.

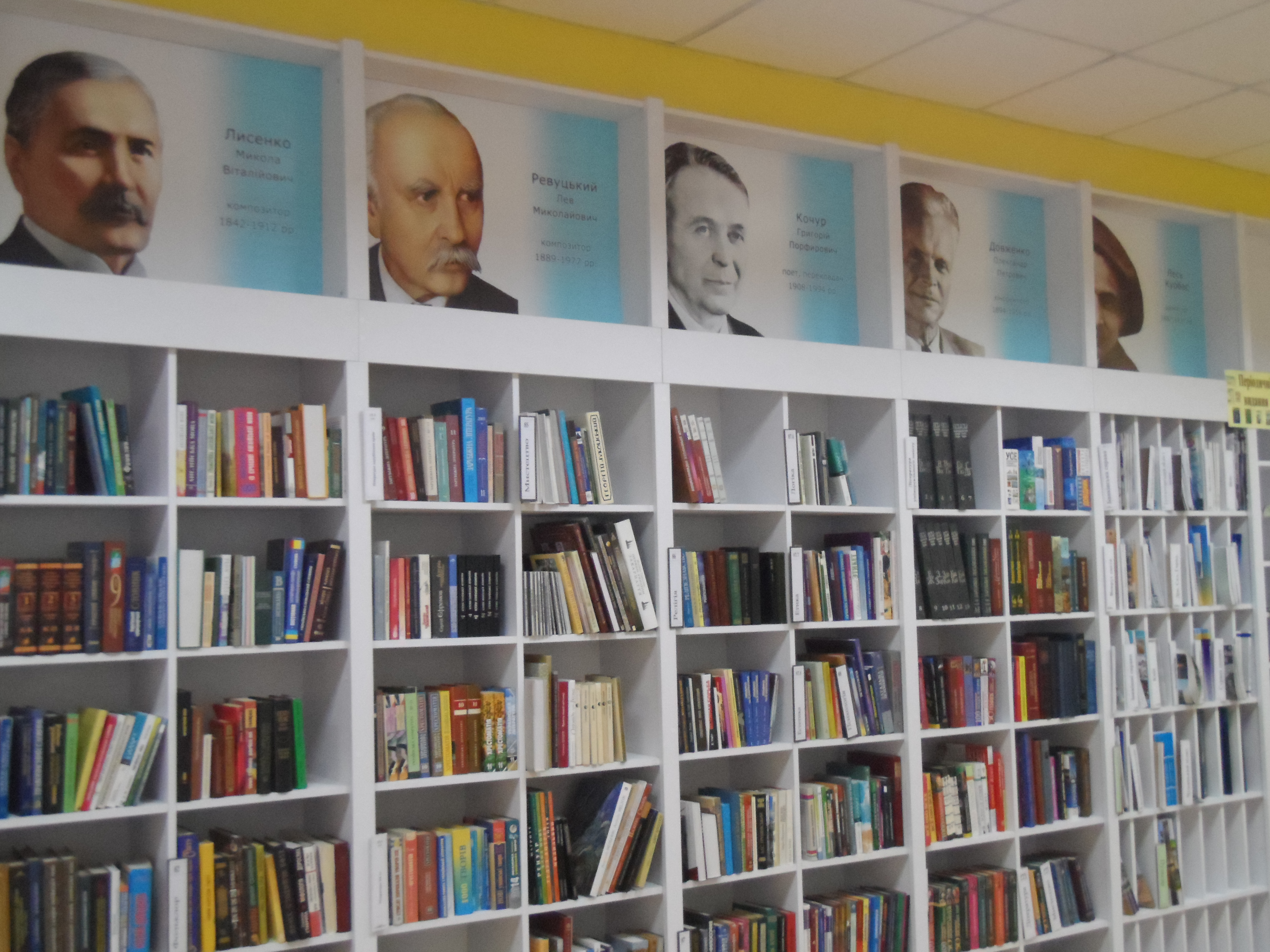
Ірпінська центральна міська бібліотека, читальний зал

У 2016 році було проведено капітальний ремонт приміщення бібліотеки. Завдяки цьому, був оформлений сучасний дизайн, створені комфортні умови для читачів, оновлена матеріально-технічна база (придбані нові комп'ютери та мультимедійне обладнання). (джерело Ірпін. вісник, Ірпінь ТБ)
Важливого значення бібліотека надає вивченню та поширенню бібліотечних інновацій, впровадженню автоматизації роботи, у 2017 році розпочалася робота по створенню електронного каталогу.

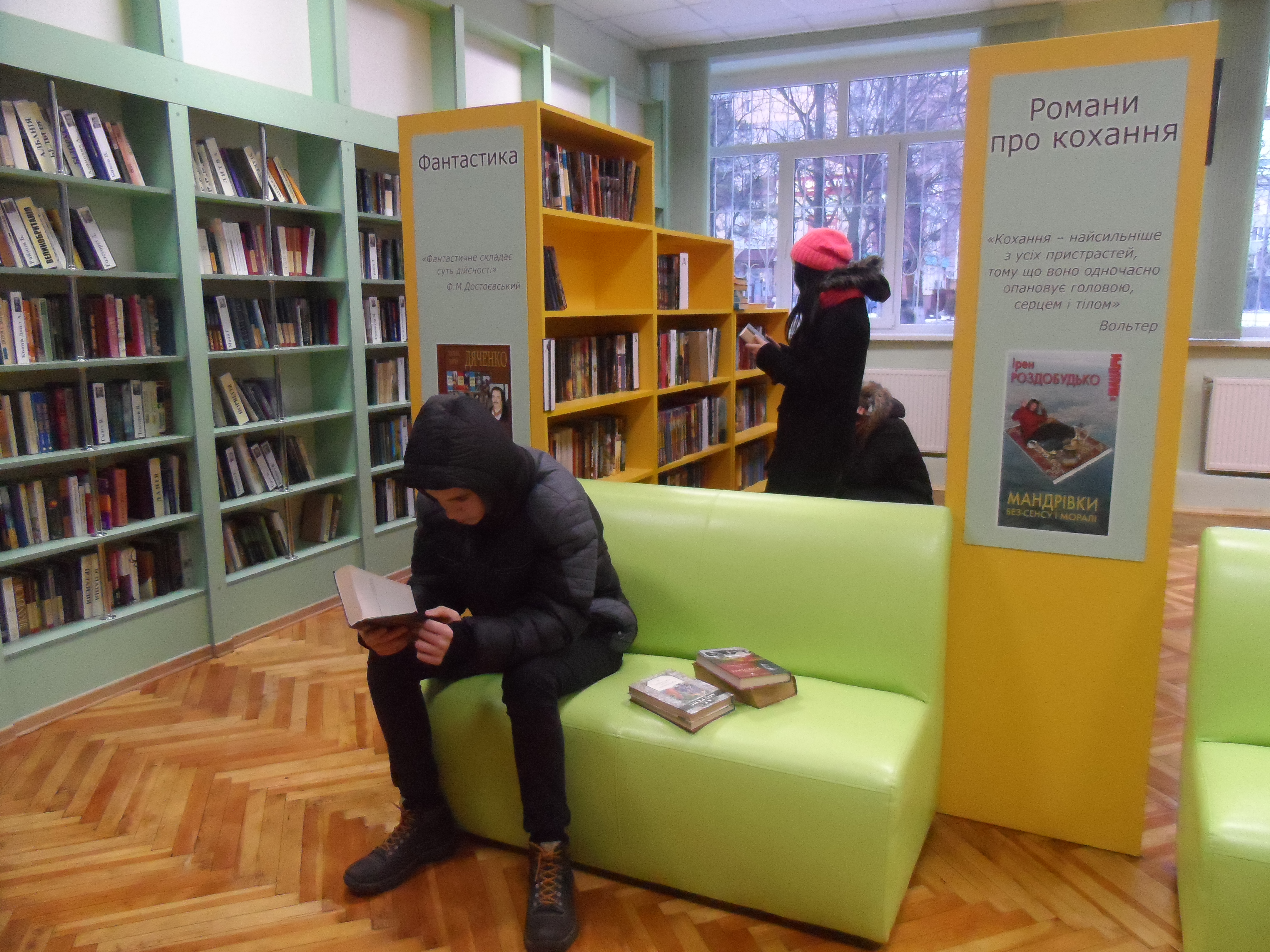
Ірпінська центральна міська бібліотека, абонемент